# Ballochia
Ballochia, biljni rod iz porodice primogovki smješten u podtribus Graptophyllinae, dio tribusa Justicieae, potporodica Acanthoideae. Sastoji se od tri endemske vrste sa Sokotre Tipična i najpoznatija vrsta je Ballochia rotundifolia Balf.f., uspravni grm visok do 3 stope sa sivim stabljikama koje drže okrugle jajolike tamnozelene listove duge ½ inča. U kasno proljeće i ljeto pojavljuju se blijedonarančasti cjevasti dvoslojni cvjetovi nalik račićima.

## Opis.
Grmovi.

## Vrste
1. Ballochia amoena Balf.f.
2. Ballochia atrovirgata Balf.f.
3. Ballochia rotundifolia Balf.f.